# Rolf Grabower

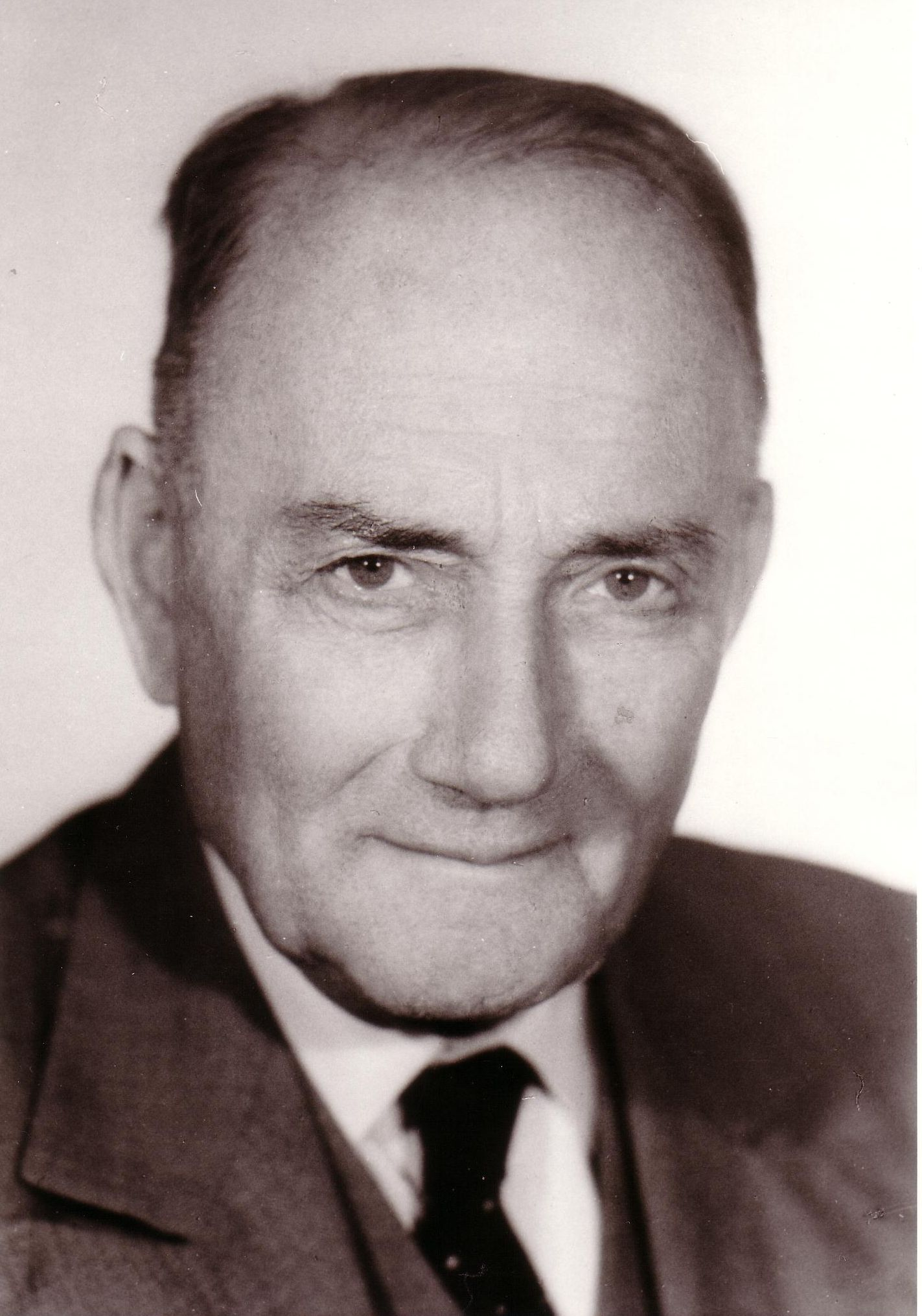
Rolf Grabower

Rolf Grabower (* 21. Mai 1883 in Berlin; † 7. März 1963 in München) war ein deutscher Jurist in der Finanzverwaltung. Als Steuerrechtler und Richter am Reichsfinanzhof wurde er zum „Vater der Umsatzsteuer“ und „Architekten der Betriebsprüfung“. Nachdem er als „Dreivierteljude“ den Holocaust überlebt hatte, war er Oberfinanzpräsident der Oberfinanzdirektion Nürnberg.

## Leben
Rolf Grabower war der Sohn eines preußischen Justizrats und Notars. Von 1889 bis 1900 besuchte er das Französische Gymnasium Berlin, an dem er 1901 das Abitur machte. Er hatte „keiner Jugendbewegung angehört“.

### Studium

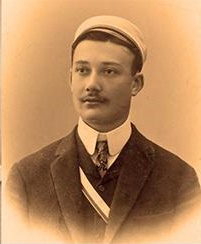
Grabower als Masure (1902)

Grabower begann an der Ruprecht-Karls-Universität Heidelberg Rechtswissenschaft zu studieren, wechselte aber schon zum 2. Semester an die Albertus-Universität Königsberg. Dort schloss er sich im Wintersemester 1901/02 dem Corps Masovia an. In hervorragender Weise kümmerte er sich um den Nachwuchs. 1903 ging er an die Friedrich-Wilhelms-Universität zu Berlin. 1905 bestand er in Berlin die Referendarprüfung. An der Universität Leipzig wurde er zum Dr. iur. promoviert. Nachdem er auch Nationalökonomie studiert hatte, wurde er 1910 in Berlin zum Dr. phil. promoviert. 1911 bestand er das Assessorexamen.
Als Assessor war er fünf Monate Volontär bei der  Berliner Industrie- und Handelskammer und bei der Berufsgenossenschaft der chemischen Industrie. Vom 1. April 1912 bis zum 31. März 1914 war er Hilfsarbeiter beim Preußischen Oberverwaltungsgericht. Er trat danach in die Verwaltung der direkten preußischen Steuern und war „von Mai 1914 bis zum 2. Mobilmachungstag“ in Mülheim an der Ruhr.

### Soldat und Beamter
Als Offizier nahm er am Ersten Weltkrieg teil, zuletzt als Hauptmann der Reserve. Ihm wurde das Eiserne Kreuz II. und I. Klasse verliehen.
Im Oktober/November 1918 war er Sachbearbeiter im Preußischen Kriegsministerium. Im Reichsfinanzministerium folgte er 1921 Johannes Popitz als Leiter des Umsatzsteuerreferats. Seit 1922 Ministerialrat, war er 1923 im Ruhrkampf Kommissar der Reichsfinanzverwaltung. Seine kinderlose erste Ehe mit einer Enkelin Rudolf Virchows wurde 1924 geschieden. 1926 übernahm er das Referat Buch- und Betriebsprüfung. 1932 und Anfang 1933 war er Ministerialrat im Reichsfinanzministerium. Außerdem lehrte er an der Handelshochschule Berlin und der Verwaltungsakademie Berlin.
Sein geschichtliches Denken floss ein in die wissenschaftliche Durchdringung der Umsatzsteuer, was in der Mitarbeit an Kommentaren (1928 und 1955 Hübschmann, Grabower, Beck, v. Wallis, Schwarz) zum Ausdruck kam.

### Oberster Reichsrichter
Von den Nationalsozialisten wurde er als „Dreivierteljude“ nach dem Gesetz zur Wiederherstellung des Berufsbeamtentums im April 1934 als Oberster Richter zum (politisch einflusslosen) Reichsfinanzhof nach München versetzt. Dort lernte er seine zweite Frau kennen.
Nach Inkrafttreten der Nürnberger Gesetze wurde er zum 1. Januar 1936 „als Feldzugsteilnehmer mit vollem Gehalt aus rassischen Gründen pensioniert“. Bis zum 2. April 1941 betrieb er „private wissenschaftliche Studien auf dem Gebiete der Steuergeschichte“.

### Ghetto Theresienstadt
Nach eigenem Bekunden war er vom „3. April 1941 bis Juli 1945 Erdarbeiter, Hilfsarbeiter bei den Maurern, Leiter einer Fabrik, Arbeitsrichter, Verwaltungsrichter, Leiter des jüdischen Arbeitseinsatzes im Lager Milpertshofen, in einer Flachsröste in Lohhof“. Seit dem 19. Juni 1942 verbrachte er 37 Monate im Ghetto Theresienstadt. Im November 1941 hatten Hans Heinrich Lammers und Franz Willuhn in buchstäblich letzter Minute seine Deportation in ein Vernichtungslager verhindert. „Grabower trug sein Schicksal philosophisch-gelassen und blieb dem Corps freundschaftlich verbunden“. In Theresienstadt gehörte er zur einflussreichen Häftlingsgruppe um Philipp Manes. Als sogenannter Prominenter war er in der Arbeitszentrale beschäftigt und gehörte zum Bankbeirat. Seinen Wochenbericht vom 29. März 1945 schickte er Leo Baeck. Darin heißt es:

„Wie in diesen drei Epochen bemühe ich mich auch jetzt so zu handeln, dass objektive Richtigkeit und menschliche Rücksicht, strengste Unterstützung des Gemeinschaftsinteresses und Vermeidung jeder kleinlichen Härte im Einzelfall in Übereinstimmung gebracht werden kann, damit meine Tätigkeit nicht nur vor meinem Gewissen, sondern auch später vor geschichtlicher Rückschau, die nie wohlwollend zu sein pflegt, bestehen kann.“

Im Begleitschreiben äußerte er die Furcht vor dem Antisemitismus:

„Ihnen darf ich sagen, dass meine Bemerkungen von der großen Sorge vor dem zweiten Antisemitismus diktiert sind. Sie ist unpersönlich, weil diese Sorge vor einer in 20 oder 30 Jahren vielleicht zu befürchtenden Bewegung mich bei meinem Alter nicht mehr beunruhigt. Sie ist höchst persönlich; denn, wie Sie wissen, habe ich auf Grund der Ihnen seinerzeit geschilderten besonderen Umstände seit 1899 unter dem Antisemitismus auf das Schwerste zu leiden gehabt.“

Anfang Mai 1945 wurde Grabower durch Soldaten der Roten Armee in Theresienstadt befreit. Er blieb freiwillig noch zwei Monate in Theresienstadt, um bei der Abwicklung des Lagers zu helfen.

### Neuanfang in Bayern
Vom 11. Juli bis Mitte Oktober 1945 war er wieder höchster Reichsrichter beim nun Bayerischen Obersten Finanzgerichtshof in München. Am 18. Oktober 1945 wurde er zum Oberfinanzpräsidenten in Nürnberg ernannt. Er erließ Maßnahmen zur Erfassung des Schwarzhandels. Ende März 1952 wurde er pensioniert.
1948 ernannte ihn die Friedrich-Alexander-Universität Erlangen zum Honorarprofessor. Dort nannte man ihn den „Kleinen Popitz“. Seit 1951 war er Gastdozent an der Akademischen Bundesfinanzschule in Siegburg. Von 1947 bis 1962 war er einer der Herausgeber der Fachzeitschrift Steuer und Wirtschaft.
Er liebte die Literatur, vor allem Goethe, über den er gut besuchte Vorträge hielt.
„Nicht der unbestrittene Sachverstand, sondern menschliche Persönlichkeiten kennzeichneten diesen Mann, der es auf selten breiter geistiger Basis vermochte, das undankbare Steuerrecht in eine Gesamtschau von Wirtschaft, Mensch und Gerechtigkeit einzufügen. Sein Wort von der ‚Höflichkeit des Herzens‘ galt dem Mitarbeiter, der es nach außen tragen sollte.“
Einer Partei hatte er „als Beamter niemals angehört“. Das Corps Palaiomarchia verlieh ihm 1960 das Band.

## Ehrungen und Gedenken
- Großes Bundesverdienstkreuz (1952)
- Bayerischer Verdienstorden (1959)
- Der Bundesfinanzhof erinnerte 2018 in einer Ausstellung an Rolf Grabower.[1]
- Eines der Hörsaalgebäude der Fachhochschule für Finanzen des Landes Brandenburg in Königs Wusterhausen ist nach Rolf Grabower benannt.[1]

## Schriften
- mit Johannes Popitz: Die Geschichte der Umsatzsteuer und ihre gegenwärtige Gestaltung im Inland und im Ausland. Carl Heymanns Verlag, Berlin 1925.
- Steuerverwaltung und Ethik
- Die ethische Betrachtungsweise im Steuerrecht
- Preußens Steuern vor und nach den Befreiungskriegen. Liebmann-Verlag, Berlin 1932.
- Die Buch- und Betriebsprüfung der Reichsfinanzverwaltung. Spaeth & Linde, Berlin Wien 1932.
- Handbuch des Steuerstrafrechts und Steuerstrafverfahrensrechts. Stoytscheff, Nürnberg 1949.
- mit Theodor Eschenburg: Klugheitsregeln der Verwaltung. Ämterpatronage im Parteienstaat. Politische Studien (Hanns-Seidel-Stiftung) 61 (1956)
- Bismarck und die Steuern. Zugleich ein Beitrag zur Lehre von der Tradition im Steuerwesen. FinanzArchiv 1962.